# آجوئن
آجوئن (به انگلیسی: Ajoene) با فرمول شیمیایی C9H14OS3 یک ترکیب شیمیایی با شناسه پاب‌کم ۵۳۸۶۵۹۱ است. که جرم مولی آن ۲۳۴٫۴ g/mol می‌باشد. 